# Mapy glebowo-rolnicze
Mapy glebowo-rolnicze – jedne z map glebowych zawierające klasy gleby, kompleksy przydatności rolniczej gleb, rodzaje i gatunki gleb oraz wiele innych informacji. Służą do racjonalnej produkcji rolnej, ochrony środowiska oraz prac scaleniowych.

## Charakterystyka
Mapy glebowe przedstawiają w formie graficznej zróżnicowanie gleb na płaszczyźnie. Mapy tworzy się stosując umowne znaki według ogólnych zasad kartografii. Mapy glebowe dzieli się według skali na małoskalowe ((przeglądowe) mniej niż 1:300 000), średnioskalowe (1:10 000-1:300 000) i wielkoskalowe ((szczegółowe) większe niż 1:10 000 np. 1:5000). Według treści dzieli się na:
- glebowo-genetyczne, które przedstawiają rozmieszczenie poszczególnych jednostek systematyki gleb,
- zasobności i potrzeb wapnowania – ich treść przedstawia klasy zasobności w P, K i Mg oraz potrzeby wapnowania,
- glebowo-rolnicze, zawierają głównie kompleksy przydatności rolniczej gleb i klasy bonitacyjne, ale często zawierają też typy, rodzaje i gatunki gleb.
- inne.

Mapy glebowo-rolnicze służą głównie do organizacji produkcji rolniczej.

## Historia
W Polsce opracowano wiele map glebowych, w tym map glebowo-rolniczych, które zostały przedstawione w:
- Mapa (atlas) gleb Polski w skali 1:300 000 (1956 r.)
- Mapa gleb Polski w skali 1:1000000 (1959 r.)
- Mapa gleb Polski w skali 1:500 000 (1972 r.)

## Treść[1]
1. Kompleksy przydatności rolniczej gleb na gruntach ornych i użytkach zielonych:
- 1 – Kompleks pszenny bardzo dobry
- 2 – Kompleks pszenny dobry
- 3 – Kompleks pszenny wadliwy
- 4 – Kompleks żytni bardzo dobry
- 5 – Kompleks żytni dobry
- 6 – Kompleks żytni słaby
- 7 – Kompleks żytni bardzo słaby
- 8 – Kompleks zbożowo-pastewny mocny
- 9 – Kompleks zbożowo-pastewny słaby
- 10 – Kompleks pszenny górski
- 11 – Kompleks zbożowy górski
- 12 – Kompleks owsiano-ziemniaczany górski
- 13 – Kompleks owsiano-pastewny górski
- 14 – Gleby orne przeznaczone pod użytki zielone
- 1z – Kompleks użytków zielonych bardzo dobrych i dobrych
- 2z – Kompleks użytków zielonych średnich
- 3z – Kompleks użytków zielonych bardzo słabych i słabych

2. Klasy bonitacyjne. Dla gruntów ornych klasy I, II, IIIa, IIIb, IVa, IVb, V, VI, VIRz, a dla użytków zielonych klasy I, II, III, IV, V, VI.
3. Rodzaje użytku:
- R – gleby orne
- Ł – łąki
- Ps – pastwiska
- RN – nieprzydatne rolniczo gleby, które nadają się pod zalesienie
- N – nieużytki
- Ls – lasy
- Tz – tereny zabudowane
- NW – wody nieużytki
- W – wody

4. Typy i podtypy gleb:
- (bez znaku) – gleby o niewykształconym profilu
- A – gleby bielicowe i płowe (pseudobielicowe)
- B – gleby brunatne właściwe
- Bw – gleby brunatne wyługowane i kwaśne
- C – czarnoziemy właściwe
- Cd – czarnoziemy deluwialne
- Cz – czarnoziemy zdegradowane i gleby szare
- D – czarne ziemie właściwe
- Dz – czarne ziemie zdegradowane i szare ziemie
- G – gleby glejowe
- E – gleby torfowo-mułowe i mułowo-torfowe
- T – gleby torfowe i murszowo-torfowe
- M – gleby murszowo-mineralne i murszowate
- F – mady
- R – rędziny o słabo wykształconym profilu
- Rb – rędziny brunatne
- Rc – rędziny próchniczne
- Rd – rędziny deluwialne

5. Rodzaje i gatunki gleb:
- (bez znaku) – gleby o niewykształconym profilu
- żp – żwiry piaszczyste
- żg – żwiry gliniaste
- pl – piaski luźne
- ps – piaski słabogliniaste
- pgm – piaski gliniaste mocne
- gl – glina lekka
- gs – glina średnia
- gc – glina ciężka
- płz – utwory pyłowe zwykłe
- płi – utwory pyłowe ilaste
- ls – lessy i utwory lessowate zwykłe
- li – lessy i utwory lessowate ilaste
- i – iły
- ip – iły pylaste

6. Gatunki mad i osadów deluwialnych:
- bl – mady bardzo lekkie
- l – mady lekkie
- s – mady średnie
- c – mady ciężkie
- bc – mady bardzo ciężkie
- dbl – deluwia bardzo lekkie
- dl – deluwia lekkie
- ds – deluwia średnie
- dc – deluwia ciężkie
- dbc – deluwia bardzo ciężkie

7. Rodzaje rędzin
- (bez znaku) – rędziny węglanowe
- (obrócony kwadrat)- rędziny gipsowe

8. Gatunki i rodzaje gleb wytworzonych ze skał masywnych
- sz – gleby szkieletowe
- sk – gleby skaliste
- g – gleby gliniaste
- p – gleby piaszczyste
- pł – gleby pyłowe
- i – gleby ilaste

Dalszy podział na gatunki glebowe przebiega (w miarę możliwości) jak na glebach wytworzonych ze skał osadowych luźnych.
- (trójkąt) – gleby wytworzone ze skał krystalicznych
- (koło) – gleby wytworzone ze skał osadowych o spoiwie niewęglanowym
- (kwadrat) – gleby wytworzone ze skał osadowych o spoiwie weglanowym

9. Rodzaje gleb torfowych i mułowo-torfowych
- n – torfy niskie
- v – torfy przejściowe i wysokie
- mt – gleby mułowo-torfowe
- tm – gleby torfowo-mułowe

10. Oznaczenie miąższości gleb wytworzonych ze skał masywnych
- (bez znaku) – gleby głębokie (powyżej 50 cm)
- = – gleby średniogłębokie (25–50 cm)
- – – gleby płytkie (poniżej 25 cm)

11. Oznaczenie zmiany składu granulometrycznego w glebach wytworzonych ze skał osadowych luźnych
- · – zmiana uziarnienia następuje do głębokości 50 cm
- : – zmiana uziarnienia następuje na głębokości 50–100 cm
- – zmiana uziarnienia następuje na głębokości 100–150 cm
- o 12 – lokalizacja i numer opisanej odkrywki
- o 11 (w okręgu) – lokalizacja numer opisanej odkrywki z której pobrano próbki do analizy
- {\displaystyle {\frac {10}{3,2}}} – {\displaystyle {\frac {nrkonturu}{powierzchnia(ha)}}}

Do map glebowo-rolniczych dołącza się też aneksy. W aneksach umieszcza się pozostałe informacje, których uwzględnienie mogłoby zmniejszyć przejrzystość i czytelność mapy.

## Przykłady
4Bk (↑w liczniku) pgm.gs (↓w mianowniku) → ↑ 4 Kompleks żytni bardzo dobry Bk gleby brunatne (?) kwaśne ↓ pgm piaski gliniaste mocne do głębokości 25 cm .gs glina średnia do głębokości 50 cm (jedna kropka)

2zDd (↑) płz.pgl (↓) → ↑ 2z Kompleks użytków zielonych średnich D Czarne ziemie d (?) deluwialne ↓ płz utwory pyłowe zwykłe do 25 cm; .pgl piaski gliniaste (?) luźne do 50 cm (jedna kropka)

5A (↑) pgl:gl (↓) → ↑ 5 Kompleks żytni dobry A Gleby bielicowe i pseudobielicowe ↓ pgl piaski gliniaste (?) luźne do 50 cm  :gl glina do 100 cm (dwie kropki)

## Zastosowanie
Mapy glebowo-rolnicze w skali 1:5000 mają zastosowanie w następujących dziedzinach:
- ochrona gleb
- planowanie przestrzenne
- projektowanie melioracji rolnych
- prace scaleniowe
- optymalizacja nawożenia
- struktura zasiewów
- opracowywania planów urządzeniowo-rolnych gospodarstw i planów rozwoju wsi
- kontraktacja produkcji roślinnej
- zastosowanie odpowiednich maszyn rolniczych

## Cyfrowe mapy glebowo-rolnicze

Przykładowa mapa wektorowa (podane są typy gleb i kompleksy przydatności rolniczej gleb)

Mapy cyfrowe są modelem przestrzeni geograficznej zapisanym w postaci cyfrowej, który to model zachowuje informację o cechach obiektów oraz ich położeniu. Dzieląc mapy cyfrowe pod względem sposobu zapisu można wyróżnić mapy wektorowe i rastrowe.

### Mapy wektorowe
Mapa wektorowa jest opracowywana na podstawie map analogowych, ponieważ nie ma do jej opracowania uniwersalnych, ogólnopolskich identyfikatorów. Do sporządzania map wektorowych wykorzystuje się mapy papierowe w skali 1:5000 lub 1:25 000. Tworzenie map zlecają urzędy marszałkowskie, które są również ich dysponentem.